# Juozas
Juozas ist ein litauischer männlicher  Vorname, Verkürzung von Juozapas, abgeleitet von Josef.

## Ableitungen
- Juozaitis
- Juozapas
- Juozapavičius
- Juzeliūnas

## Namensträger
- Juozas Aleksonis (1913–1944),  sowjetischer Partisan, Held der Sowjetunion
- Juozas Antanavičius (* 1940), Musikwissenschaftler, Professor, Rektor
- Juozas Ašembergas (* 1936),  Diplomat und Politiker, Vizeminister
- Juozas Baldžius (1902–1962), Ethnologe, Professor und Bibliothekar
- Juozas Gediminas Baranauskas (1935–2021),  Politiker, Mitglied des Seimas
- Juozas Bastys (1934–1994), Landwirtschaftsmanager und Politiker, Mitglied des Seimas
- Juozas Baublys (*  1961), Politiker und Agrarfunktionär,  Mitglied des Seimas
- Juozas Bernatonis (* 1953), Politiker und Diplomat, Mitglied des Seimas und Justizminister
- Juozas Bertašius (1946–2021),  Politiker, Bürgermeister von Šakiai
- Juozas Butkevičius (* 1948), Politiker, Bürgermeister von Telšiai
- Juozas Bulavas (1909–1995), Rechtshistoriker und Politiker, Mitglied des Seimas
- Juozas Dautartas (* 1959), Politiker, Leiter der Grünen
- Juozas Domarkas (* 1936), Dirigent und Professor
- Juozas Dringelis (1935–2015), Politiker, Mitglied des Seimas
- Juozas Galdikas (* 1958), Angiochirurge
- Juozas Galginaitis (* 1958),  Rechtswissenschaftler,  Vizeminister und Diplomat
- Juozas Glinskis (* 1933), Dichter
- Juozas Greifenbergeris (1898–1926), Kommunist und Funktionär
- Juozas Grigaitis (1881–1947),  Richter und Generalleutnant
- Juozas Gruodis (1884–1948), Komponist und Musikpädagoge
- Juozas Imbrasas (* 1941), Politiker, Bürgermeister von Vilnius
- Juozas Janonis (1934–2020), Politiker, Mitglied des Seimas
- Juozas Jaruševičius (* 1950), Forstwirt, Politiker, Mitglied des Seimas
- Juozas Vytautas Juocevičius (1947–2024), sowjetischer Boxer
- Juozas Kajeckas (1897–1978), Jurist und Diplomat
- Juozas Karvelis (1934–2018), Politiker, Mitglied des Seimas
- Juozas Petras Kazickas (1918–2014), Unternehmer, self-made-Milliardär, Philanthrop und Mäzen
- Juozas Krikštolaitis (* 1954), Politiker, Bürgermeister von Prienai
- Juozas Kriščiūnas (* 1938), Badmintonspieler
- Juozas Listavičius (* 1929), Ökonom und Politiker, Mitglied des Seimas
- Juozas Maniūšis (1910–1987), Vorsitzender des sowjetlitauischen Ministerrates
- Juozas Matonis, Politiker, Vizeminister
- Juozas Matulaitis-Labukas (* 1936),  Bischof von Kaišiadorys
- Juozas Matulevičius (1946–2016),  Politiker, Bürgermeister von Kaišiadorys, Mitglied des Seimas
- Juozas Matulis  (1899–1993), Chemiker, Professor und Prorektor
- Juozas Mažeika (* 1952), Politiker von Kretinga
- Juozas Mickevičius (1900–1984),  Historiker
- Juozas Mickevičius (1907–1974),  Pädagoge und Hochschullehrer
- Juozas Miltinis (1907–1994), Theaterregisseur und Gründer des Dramatheaters in Panevėžys
- Juozas Olekas (* 1955), Mikrochirurg und Politiker, Europaparlament-Mitglied, Gesundheitsminister, Parlamentsvizepräsident
- Juozas Palionis (1950–2011), Politiker, Mitglied im Seimas
- Juozas Preikšas (1926–2018), römisch-katholischer Bischof von Panevėžys
- Juozas Raistenskis (* 1953), Arzt und stellvertretender Bürgermeister von Vilnius, Mitglied des Seimas
- Juozas Rimkus (* 1960), litauischer Politiker, Mitglied des Seimas
- Juozas Sperauskas (*  1957), Politiker, Bürgermeister von Joniškis
- Juozas Statkevičius (* 1968),  Modedesigner und Kostümbildner
- Juozas Šakinis (* 1946), Politiker, Bürgermeister von Kretinga
- Juozas Šikšnelis (1950–2024), Schriftsteller
- Juozas Tūbelis (1882–1939), Premierminister, Finanzminister, Bildungsminister, Landwirtschaftsminister
- Juozas Tunaitis (1928–2012),  Weihbischof in Vilnius
- Juozas Vaičiulis (* 1956),  Politiker, Bürgermeister von Marijampolė
- Juozas Varžgalys (* 1956), Politiker, Mitglied im Seimas
- Juozas Vokietaitis (1872–1931),  Musiker und Politiker, Bürgermeister von Kaunas
- Juozas Zikaras (1881–1944), Bildhauer
- Juozas Žebrauskas (* 1943), Politiker, Mitglied im Seimas
- Juozas Žemaitis (1926–2021), litauischer Ordensgeistlicher, römisch-katholischer Bischof von Vilkaviškis
- Juozas Žilevičius (1891–1985), Komponist, Organist
- Juozas Žilys (1942–2024), Verfassungsrechtler, Professor an der Mykolas-Romer-Universität

Zwischenname
- Virgilijus Juozas Čepaitis (* 1937), Literat und Politiker, Mitglied des Seimas
- Žibartas Juozas Jackūnas (* 1940), Philosoph, ehemaliger Politiker
- Kazimieras Juozas Klimašauskas (1938–2005),  Politiker, Wirtschaftsminister
- Bronislavas Juozas Kuzmickas (1935–2023),  Philosoph und Professor, Politiker, Mitglied des Seimas
- Antanas Juozas Zabulis (* 1962), Manager, Präsident von UAB „Omnitel“